# Червоносільська сільська рада
Червоносільська сільська рада (до 1925 року — Жидівська сільська рада) — колишня адміністративно-територіальна одиниця та орган місцевого самоврядування у Словечанському районі Коростенської і Волинської округ, Київської та Житомирської областей Української РСР з адміністративним центром у селі Червоносілка.

## Населені пункти
Сільській раді на час ліквідації були підпорядковані населені пункти:
- с. Дуби;
- с. Червоносілка;
- х. Малашки.

## Населення
Кількість населення ради станом на 1923 рік становила 472 особи, кількість дворів — 84.

## Історія та адміністративний устрій
Створена 1923 року як Жидівська сільська рада, в складі сіл Жидівка, Шибенне, хуторів Зелене, Малашків (Малашки), Пласток та слободи Селезівка Словечанської волості Овруцького повіту Волинської губернії. 18 лютого 1923 року, відповідно до рішення Волинської ГАТК (протокол № 1 «Про об'єднання населених пунктів у сільради, зміну складу і центрів сільрад»), до складу ради включено с. Бокіївська Рудня та х. Трунів-Поросля, пропущені при складанні попередніх списків поселень, с. Шибенне та х. Зелене підпорядковано Усівській сільській раді Словечанської волості. 7 березня 1923 року включена до складу новоствореного Словечанського району Коростенської округи. 18 жовтня 1925 року перейменована на Червоносільську. 21 жовтня 1925 року до складу ради передано х. Дуби Бігунської сільської ради Словечанського району, с. Бокіївська Рудня підпорядковане новоствореній Возничівській сільській раді Словечанського району. У 1926 році х. Селезівка підпорядковано Бігунській сільській раді. Станом на 1 жовтня 1941 року хутори Пласток і Трунів-Поросля не перебували на обліку населених пунктів.
Станом на 1 вересня 1946 року сільська рада входила до складу Словечанського району Житомирської області, на обліку в раді перебували села Дуби та Червоносілка.
Ліквідована 11 серпня 1954 року, відповідно до указу Президії Верховної ради Української РСР «Про укрупнення сільських рад по Житомирській області», територію та населені пункти ради приєднано до складу Тхоринської сільської ради Словечанського району Житомирської області.